# Ratusz Arsenał (métro de Varsovie)
Ratusz Arsenał (français: Mairie Arsenał) est une station de la ligne 1 du métro de Varsovie située dans l'arrondissement de Śródmieście. Inaugurée le 11 mai 2001, la station permet de desservir la Place Bankowy, Ulica Władysława Andersa, Aleja Solidarności et la Vieille ville de Varsovie.

## Description
La station située sur deux étages est d'une largeur de 12 m pour 120 m de long. Le métro est situé en plein centre de la station, les quais se situant chacun aux abords gauche et droite de celle-ci. Les couleurs principales de cette station sont le gris et l'argent. À la surface se trouvent des escaliers, des escalators ainsi que des ascensceurs pour les personnes souffrant de handicap, elle dispose également d'un point de service aux passages, de points de vente de tickets, de toilettes, de guichets automatiques bancaires et d'un défibrillateur.
Cette station est la 14e de la Ligne 1 du métro de Varsovie dans le sens sud-nord, suivie alors de la station Dworzec Gdański, et est la 8e dans le sens nord-sud, suivie de la station Świętokrzyska.

## Position sur la ligne 1 du métro de Varsovie

Position de la station Ratusz Arsenał (14e en partant du sud) sur la ligne 1.